# Arts District
L'Arts District (in italiano Distretto delle Arti) è un distretto nella Downtown di Los Angeles.
In precedenza conosciuto come Warehouse District sarà a breve rinominato in Industrial Arts District. Il distretto occupa la parte più ad est della Downtown di Los Angeles. I suoi confini si estendono grossomodo da Alameda Street ad ovest, dalla freeway 101 a nord, dal fiume Los Angeles ad est e dalla settima strada a sud. L'area viene anche indicata come Artist o Artists District sui cartelli stradali ufficiali di Los Angeles.
L'Arts Districts è caratterizzato dalla presenza di vecchi edifici industriali e da edifici della ex ferrovia. Nel 1981 la città di Los Angeles emanò un'ordinanza denominata "Artists in Residence" che permetteva l'uso residenziale dei vecchi edifici industriali. Gli artisti infatti già da tempo utilizzavano tali spazi chiamati Loft per vivere anche se illegalmente, l'ordinanza aveva quindi lo scopo di legalizzare tale pratica.
Recentemente il processo di Gentrificazione ha fatto incrementare la popolazione, portando nella zona nuovi residenti, molti dei quali giovani professionisti.
I Loft ed i condomini ottenuti da edifici industriali restaurati punteggiano tutt'oggi il paesaggio, ma il Distretto è anche sede di importanti attività commerciali oltre ad essere un snodo ferroviario.
Il distretto è anche la sede del Southern California Institute of Architecture (SCI-Arc), un’importante scuola di architettura e degli uffici di Los angeles del Daily Journal.